# مات جوستين
مات جوستين (بالإنجليزية: Matt Heath)‏ (1 نوفمبر 1981 بليستر في المملكة المتحدة - ) هو لاعب كرة قدم بريطاني في مركز الدفاع. لعب مع برايتون أند هوف ألبيون وستوكبورت كونتي وكوفنتري سيتي وكولتشستر يونايتد وليدز يونايتد وليستر سيتي ونادي ساوثيند يونايتد ونادي نورثامبتون تاون ونادي هاروجيت تاون.

## وصلات خارجية
- مات جوستين على موقع قاعدة بيانات كرة القدم.إي يو (الإنجليزية)
- مات جوستين على موقع Soccerbase.com (لاعب) (الإنجليزية)
- مات جوستين على موقع عالم كرة القدم.نت (الإنجليزية)